# 政治面貌
政治面貌是中华人民共和国的一个政治术语，用于表示一个人的政治归属，在人事档案管理、社会调查、户籍管理等方面工作中使用。政治面貌与其他國家的「黨籍」有一定类似性，但使用场景仅限于对人的管理。

## 分类
“政治面貌”依据1984年的中华人民共和国国家标准GB 4762-1984，一般允许填写以下项目或简称：
- 中国共产党党员（中共党员）：已经正式加入中国共产党的人员
- 中国共产党预备党员（中共预备党员）：经过一定时间的培养教育和考察，基本符合党员条件，但尚未正式成为正式党员的积极分子
- 中国共产主义青年团团员（共青团员）
- 中国国民党革命委员会会员（民革会员）
- 中国民主同盟盟员（民盟盟员）
- 中国民主建国会会员（民建会员）
- 中国民主促进会会员（民进会员）
- 中国农工民主党党员（农工党党员）
- 中国致公党党员（致公党党员）
- 九三学社社员
- 台湾民主自治同盟盟员（台盟盟员）
- 无党派民主人士（无党派人士注）：没有参加任何党派、对社会有积极贡献和一定影响、主体是知识分子的人员
- 群众：不符合上述任意一条的人员

注：国家标准中无此简称，但事实上经常使用。
另外還有一種類型是“清白”，清白严格来讲不是政治面貌成分，而是对政治面貌的评价。有的地方用政治面貌清白表示此人此人没有历史问题，用清楚表示有不严重的历史问题但已经核查清楚。
其中“无党派民主人士”是为特定人群（没有参加任何党派；对社会有积极贡献和一定影响的人士；社会基础主要是知识分子）设立的。一般人在不属于任何党派时应填写“群众”。
在文化大革命时期，由于政治斗争激烈，政治面貌甚至存在一些当时政治不正确的选项，例如黑五类（地富反坏右）。他们的子女即使与父母划清界限，有的也无法在政治面貌一栏填写“群众”，而最多只能填写“清白”。这种现象已经随着文化大革命的结束而不再存在。近年来，由于政治面貌也在逐渐弱化，北京等地区办理护照时填写申请表已不需要再填写“政治面貌”一栏了。